# Nemichthys
Nemichthys es un género de Anguilliformes de la familia Nemichthyidae.
Contiene las siguientes especies:
- Nemichthys curvirostris (Strömman, 1896), tijera agazadicha.
- Nemichthys larseni (J. G. Nielsen & D. G. Smith, 1978).
- Nemichthys scolopaceus (J. Richardson, 1848), tijera esbelta.